# 2 Близнецов
2 Близнецов (лат. 2 Geminorum) — одиночная переменная звезда в созвездии Близнецов на расстоянии приблизительно 689 световых лет (около 211 парсеков) от Солнца. Видимая звёздная величина звезды — от +7,5m до +6,67m.

## Характеристики
2 Близнецов — оранжевая звезда спектрального класса K0. Радиус — около 16,81 солнечных, светимость — около 172,63 солнечных. Эффективная температура — около 4662 К.